# Didier Coton
Didier Coton, né le 2 février 1959 à Dakar (Sénégal), est un homme d'affaires belge. Il est connu pour son implication dans le sport automobile, notamment en tant que manager de Mika Häkkinen, Lewis Hamilton, ou encore Olivier Panis.

## Biographie
Didier Coton effectue ses études à Bruxelles, au sein de la prestigieuse Athénée Robert Catteau.
Il travaille d'abord comme directeur des ventes pour une société américaine dans divers pays européens. En 1990, il travaille pour Keke Rosberg, qui gère alors la carrière du jeune Mika Häkkinen, ainsi que celle de JJ Letho. En 2000, il devient le manager d'Olivier Panis et lui permet de devenir troisième pilote pour McLaren Racing, à la suite de son départ de chez Prost Grand Prix. Panis retrouve en 2001 une place de titulaire, chez BAR, puis chez Toyota F1 Team en 2003.
En 2003, Didier Coton devient le seul manager du désormais double-champion du monde de Formule 1 Mika Häkkinen, après son année sabbatique.
Fin 2004, il aide Enrique Bernoldi à faire son retour en Formule 1 en lui faisant signer un contrat de troisième pilote chez BAR.
En 2006, il permet à Alexander Wurz de quitter son poste de pilote essayeur chez McLaren, pour le placer chez Williams F1 Team. Wurz devient titulaire dans l'écurie de Grove l'année suivante, puis pilote pour Peugeot Sport en endurance à partir de 2008.
Avec Toto Wolff et Mika Häkkinen, Didier Coton devient le manager de Valtteri Bottas en 2008, alors que celui-ci évolue en Formula Renault 2.0 Northern European Cup. 
Avec Olivier Panis, il aide Charles Pic à faire ses débuts en Formule 1 en 2012 avec Marussia F1 Team. Didier Coton devient la même année le consultant du champion du monde de Formule 1 2008 Lewis Hamilton, pour un an seulement. Bottas effectue en 2013 ses débuts en F1 chez Williams, après avoir été troisième pilote.
En 2015, après avoir travaillé ensemble pendant 25 ans, Didier Coton et Mika Hakkinen mettent fin à leur collaboration. Ils décident néanmoins de poursuivre leur coopération en s'occupant pleinement de la carrière de Bottas. Fin 2016, après trois saisons de collaboration, il se sépare également d'Esteban Gutiérrez, alors que celui-ci quitte Haas F1 Team.
Après avoir travaillé avec le père, Didier Coton devient le manager d'Aurélien Panis en 2014. En 2017, après quelques années en monoplace, ce dernier se redirige vers les voitures de tourisme, notamment le WTCC. La même année, alors que Nico Rosberg annonce subitement sa retraite, Bottas signe chez Mercedes et remporte ses premières victoires en Grand Prix.
Depuis 2002, il travaille pour Aces Management Group. Marié depuis 2013 et père d'une fille née d'un premier mariage, Tanya, il vit aujourd'hui à Monaco.

## Liste de clients

### Anciennement liés à Didier Coton
| - Enrique Bernoldi - Francesco Castellacci - Jamie Green - Esteban Gutiérrez - Mika Häkkinen - Lewis Hamilton - Nicolas Lapierre - Olivier Panis | - Vitaly Petrov - Charles Pic - Harold Primat - Christina Surer - Oliver Turvey - Susie Wolff - Alexander Wurz - Anthoine Hubert |

### Actuellement liés à Didier Coton
| - Vincent Abril - Valtteri Bottas - Paul di Resta - Nicolas Jamin - Marcus Amand | - Maxime Martin - Aurélien Panis - Vicky Piria - Will Stevens |